# OCTB
OCTB (Chung ngon sat luk : O gei) est un film hongkongais réalisé par Kirk Wong, sorti en 1994.

## Synopsis
A Hong-Kong, l'O.C.T.B. (Organized Crime & Triad Bureau) est une force de police spécialisée dans la lutte contre les gangs. D'une terrifiante efficacité, elle est composée d'un groupe d'agents mené d'une main de fer par un homme aux méthodes violentes, l'inspecteur Lee. Ces agents engagent une lutte à mort avec un couple de gangsters.

## Fiche technique
- Titre : OCTB
- Titre original : Chung ngon sat luk: O gei
- Réalisation : Kirk Wong
- Scénario : Winky Wong
- Société de production : Magnum Films
- Pays d'origine : Hong Kong
- Format : Couleurs - 1,85:1 - Mono - 35 mm
- Genre : Action
- Durée : 90 minutes
- Date de sortie : 1994

## Distribution
- Anthony Wong Chau-sang : Ho Kin Tung
- Danny Lee : l'inspecteur Lee
- Cecilia Yip : Cindy
- Roy Cheung : Fan Tsi-tsing
- Fan Siu-wong : Tak
- Eric Kei : Lin
- Elisabeth Lee : Anna
- Li Fai : Female cop
- Wong Parkman : Moustache
- Yee Fan-wei : Lam